# 首藤由憲
首藤 由憲（しゅとう よしのり、1952年 - ）は、日本の実業家。キリンビバレッジ株式会社代表取締役社長を務めた。

## 人物・経歴
兵庫県揖保郡出身。1976年同志社大学商学部卒業、麒麟麦酒（現キリンホールディングス）入社。執行役員中部圏統括本部長等を経て、2009年キリンビバレッジ常務取締役マーケティング本部長。2011年キリンビバレッジ代表取締役副社長。2012年からキリンビバレッジ代表取締役社長を務め、物流機能のキリングループロジスティクスへの集約などにあたった。